# Monitor kineskopowy

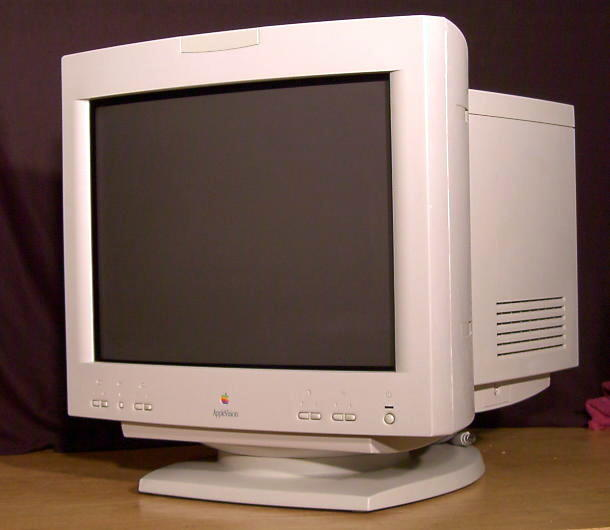
Monitor kineskopowy (CRT)

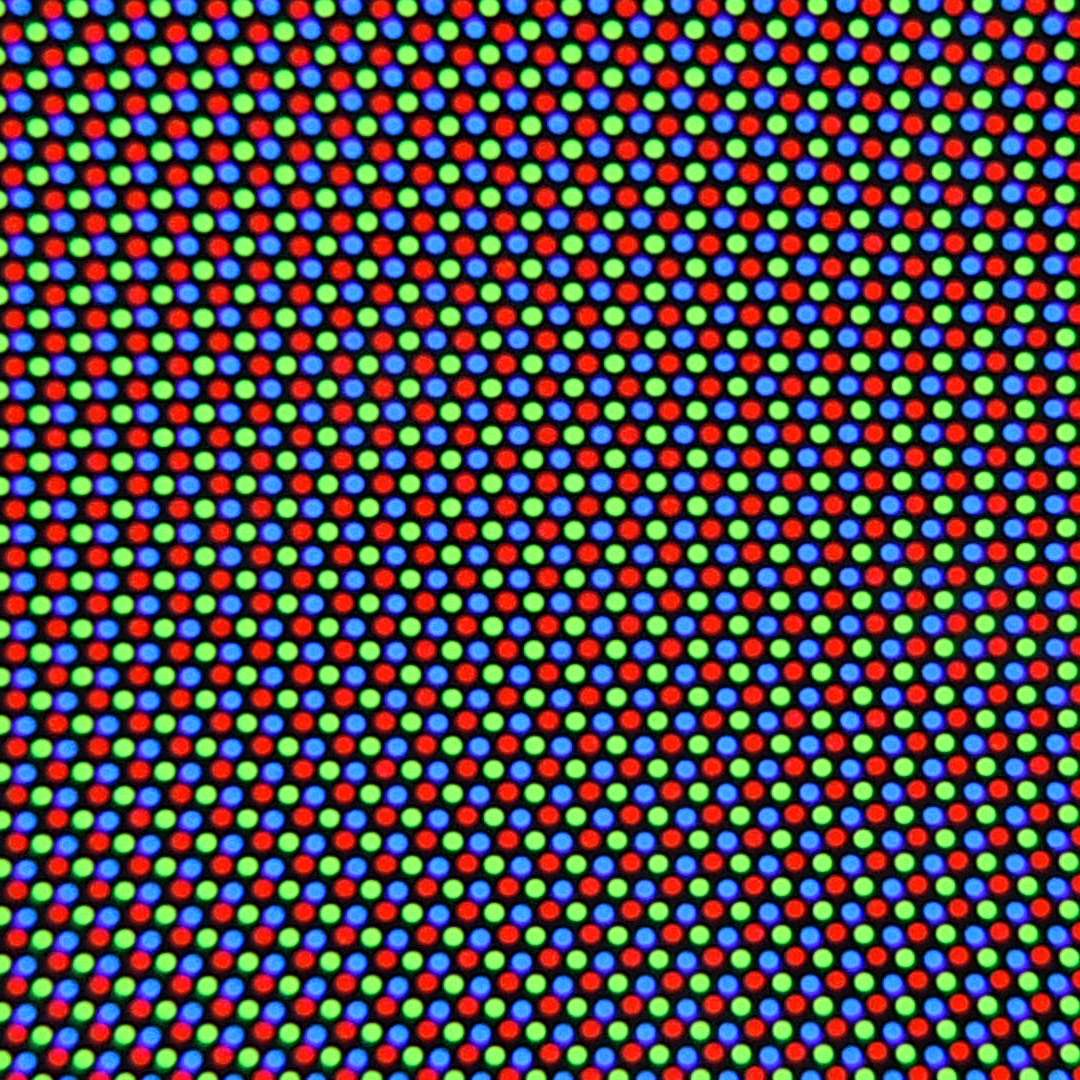
Zbliżenie obrazu z monitora CRT

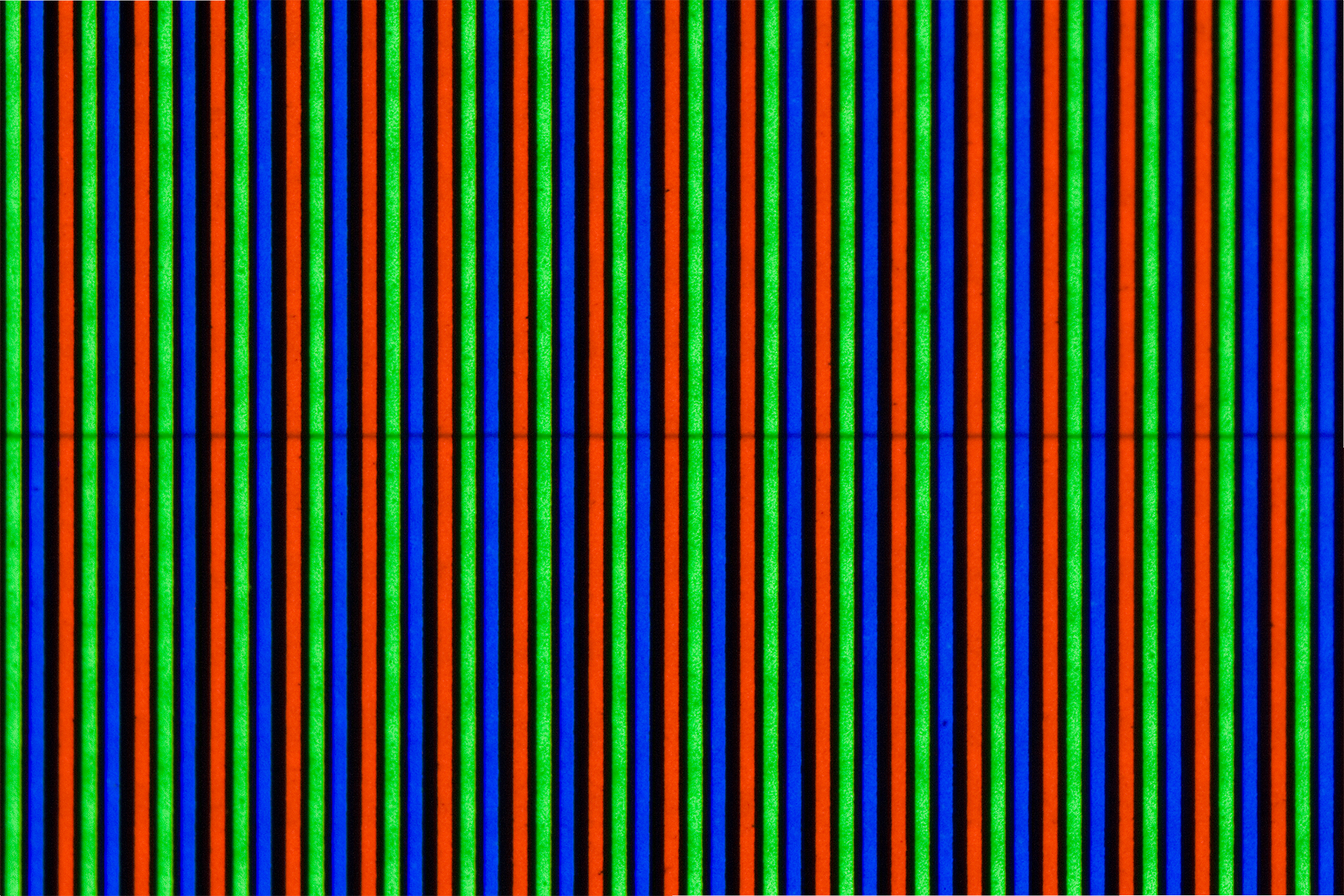
Obraz z monitora CRT wykonanego w technologii Trinitron, z widocznym pośrodku mocowaniem siatki

Monitor kineskopowy, monitor CRT (od ang. cathode-ray tube) – kineskop służący jako monitor komputerowy.
W tego rodzaju monitorach do wyświetlania obrazu używa się wiązki elektronów wystrzeliwanej z działa elektronowego (najczęściej katody), która odchylana magnetycznie (przy pomocy cewek odchylania poziomego i pionowego) pada na luminofor, powodując jego wzbudzenie do świecenia.
Określenie CRT zaistniało w języku polskim dopiero po wprowadzeniu na rynek alternatywnych sposobów wyświetlania obrazu w monitorach komputerowych oraz odbiornikach telewizyjnych. Głównie miało to miejsce po wprowadzeniu na rynek monitorów LCD, gdyż wcześniej nie istniały rozwiązania inne niż CRT.

## Charakterystyczne cechy monitora kineskopowego
- Obszar ekranu zajęty przez wyświetlany obraz jest mniejszy od nominalnej powierzchni ekranu, na przykład na monitorze 15" faktycznie wyświetlany obraz ma przekątną około 14".
- Posiada niewielki rozmiar plamki i bezwładność; już w połowie lat 90. wycofano z produkcji monitory z plamką o średnicy powyżej 0,28 mm; wysokiej klasy monitory CRT 17" i 19" mają plamkę o średnicy poniżej 0,25 mm.
- Posiada lepsze odwzorowanie kolorów i znacznie głębszą czerń niż monitor LCD tej samej klasy.
- Kąt patrzenia na monitor nie wpływa na odbiór kolorów.
- Temperatura otoczenia nie ma wpływu na zmianę wyświetlania kolorów, szczególnie że tego typu monitory generują dużo ciepła.
- Jest znacznie większy i cięższy od swoich następców, jego masa dochodzi do kilkudziesięciu kilogramów; schyłkowe wersje z płaskim ekranem mają obudowę o jeszcze większej głębokości niż standardowe.
- Wersje ze sferycznym ekranem to zwykle monitory 14" lub 15", natomiast późniejsze, z ekranem będącym wycinkiem walca lub nawet płaskim, to 17- i 19-calowe. Większe przekątne są bardzo rzadko spotykane.
- Nierzadko jego pobór energii elektrycznej wynosił ponad 100 W.
- Rozdzielczość ekranu można ustawiać dynamicznie (płynnie) bez problemów związanych ze skalowaniem, jedynie przy rozdzielczościach granicznych pojawia się tzw. efekt mory. Problemy z rozdzielczością natywną nie istnieją w tym rozwiązaniu.

W związku z wieloma niedogodnościami monitorów CRT zostały one wyparte z rynku przez nowszą technologię opartą na wyświetlaczach ciekłokrystalicznych, mimo że ich pierwsze modele generowały obraz dużo gorszej jakości. Ważniejsze okazały się niższe: cena, ciężar, zużycie prądu i rozmiary urządzeń.